# Henri Holmgren
Henri Holmgren, född 1951, död 1996, var tillsammans med Janne Lundström grundare av Seriefrämjandet och tidningen Thud/Bild & Bubbla. Guldäggsbelönad copywriter som även gav ut flera böcker om reklam.
 Artikeln var, i den version den hade den 4 mars 2007, helt eller delvis hämtad från Seriewikin (hos Seriefrämjandet): Henri Holmgren